# Zenno Rob Roy
Zenno Rob Roy (ゼンノロブロイ?), född 27 mars 2000, död 2 september 2022, var ett japanskfött engelskt fullblod, mest känd för att ha segrat i Japan Cup (2004).

## Bakgrund
Zenno Rob Roy var en brun hingst efter Sunday Silence och under Roamin' Rachel (efter Mining). Han föddes upp av Shiraoi Farm och ägdes av Shinobu Osako och Kumiko Osako. Han tränades under tävlingskarriären av Kazuo Fujisawa.

## Karriär
Zenno Rob Roy tävlade mellan 2003 och 2005 och gjorde 20 starter, varav 7 segrar, 6 andraplatser och 4 tredjeplatser. Han tog karriärens största segrar i Aoba Sho (2003), Kobe Shimbun Hai (2003), Tenno Sho (hösten 2004), Japan Cup (2004) och Arima Kinen (2004).

### Som avelshingst
Zenno Rob Roy stallades upp som avelshingst på Shadai Stallion Station i Hokkaido, och har även varit avelshingst i Nya Zeeland under södra hemisfärens avelssäsong. 2007 betäckte han även ston i Australien, efter blivit fast i landet på grund av restriktioner från utbrott av hästinfluensa.
Zenno Rob Roy avled av hjärtproblem den 2 september 2022.